# Финал Кубка Англии по футболу 1896
Финал Кубка Англии 1896 года (англ. 1896 FA Cup Final) — футбольный матч, завершивший розыгрыш Кубка Англии сезона 1895/96. Он стал 25-м финалом Кубка Футбольной ассоциации, также известного как Кубок Англии, старейшего футбольного турнира в мире. Матч прошёл 18 апреля 1896 года на стадионе «Кристал Пэлас» в Лондоне. В нём встретились английские клубы «Уэнсдей» и «Вулверхэмптон Уондерерс». Победу со счётом 2:1 одержал клуб из Шеффилда благодаря «дублю» Фреда Спайксли.

## Новый трофей
В том сезоне команды сражались за новый трофей Кубка Англии, так как предыдущий, вручённый на хранение «Астон Вилле», был украден. После этого первый трофей Кубка Англии больше никто не видел, официальное расследование полиции ни к чему не привело. Новый трофей, изготовленный в 1896 году, использовался до 1910 года.

## Финальный матч
Крайний левый нападающий «Уэнсдей» Фред Спайксли открыл счёт в матче уже на первой минуте, замкнув передачу Гарри Дейвиса. Спустя семь минут Дэвид Блэк сравнял счёт. На 18-й минуте Спайксли оформил «дубль». Больше голов в матче забито не было, и «Уэнсдей» впервые в своей истории выиграл Кубок Англии.
Вратарь «волков» Билли Теннант был «оглушён» перед тем, как Спайксли забил свой второй гол: мяч отскочил от штанги, ударился о газон, и вылетел в поле. Судья засчитал взятие ворот, однако Теннант не осознал этого. В конце матча он подошёл к капитану «Уэнсдей» Джеку Эрпу и поинтересовался, когда будет переигровка, на что получил ответ, что переигровки не будет, а «Уэнсдей» выиграл со счётом 2:1, и очень этому удивился.

## Отчёт о матче
| Уэнсдей         | 2:1     | Вулверхэмптон Уондерерс |
| --------------- | ------- | ----------------------- |
| Спайксли 1′ 18′ | (отчёт) | Блэк 8′                 |

| Уэнсдей | Вулверхэмптон Уондерерс |

|                 |  |                |  |
|                 |  |                |  |
| Вр              |  | Джеймс Мэсси   |  |
| Защ             |  | Джек Эрп (к)   |  |
| Защ             |  | Эмброуз Лэнгли |  |
| Хав             |  | Гарри Брандон  |  |
| Хав             |  | Томми Крошо    |  |
| Хав             |  | Боб Питри      |  |
| Нап             |  | Арчи Браш      |  |
| Нап             |  | Алек Брейди    |  |
| Нап             |  | Лори Белл      |  |
| Нап             |  | Гарри Дейвис   |  |
| Нап             |  | Фред Спайксли  |  |
| Главный тренер: |  |                |  |
| Артур Дикинсон  |  |                |  |

|                 |  |                 |  |
|                 |  |                 |  |
| Вр              |  | Билли Теннант   |  |
| Защ             |  | Дики Бо (к)     |  |
| Защ             |  | Томми Данн      |  |
| Хав             |  | Билли Оуэн      |  |
| Хав             |  | Билли Малпасс   |  |
| Хав             |  | Хилл Гриффитс   |  |
| Нап             |  | Джек Тонкс      |  |
| Нап             |  | Чарли Хендерсон |  |
| Нап             |  | Билли Битс      |  |
| Нап             |  | Гарри Вуд       |  |
| Нап             |  | Дэвид Блэк      |  |
| Главный тренер: |  |                 |  |
| Джек Адденбрук  |  |                 |  |

## Путь к финалу
| Раунд 1: Саутгемптон Сент-Мэрис 2:3 Уэнсдей Раунд 2: Уэнсдей 2:1 Сандерленд Четвертьфинал: Уэнсдей 4:0 Эвертон Полуфинал: Уэнсдей 1:1 Болтон Уондерерс (на «Гудисон Парк», Ливерпуль) - Переигровка: Болтон Уондерерс 1:3 Уэнсдей (на «Таун Граунд», Ноттингем) | Раунд 1: Ноттс Каунти 2:2 Вулверхэмптон Уондерерс - Переигровка: Вулверхэмптон Уондерерс 4:3 Ноттс Каунти Раунд 2: Вулверхэмптон Уондерерс 2:0 Ливерпуль Четвертьфинал: Вулверхэмптон Уондерерс 3:0 Сток Сити Полуфинал: Вулверхэмптон Уондерерс 2:1 Дерби Каунти (на «Вилла Парк») |